# SN 2011bi
SN 2011bi – supernowa typu II-P odkryta 4 kwietnia 2011 roku w galaktyce M+07-35-37. W momencie odkrycia miała maksymalną jasność 17,10m.